# Јанко Гагић
Јанко Гагић (Болеч, Грочанска нахија ? — ? 4. фебруар 1804), је био буљубаша народне војске у време Мустафа-паше.
Био је један од најугледнијих људи у Шумадији уочи Првог српског устанка. Убијен је у сечи кнезова од сејмена дахије Мула-Јусуфа.
Његова јуначка смрт опевана је у народној и уметничкој песми и обрађена у прозној књижевности.
Благословом патријарха српског Иринеја његови земни остаци су 15. фебруара 2014. године пренесени из Великог Луга у порту цркве Вазнесења Господњег у Болечу.